# Обурог
Обурог — деревня в Руднянском районе Смоленской области России. Входит в состав Смолиговского сельского поселения. Население — 11 жителей (2007 год). 
Расположена в западной части области в 19 км к юго-востоку от Рудни, в 3 км севернее автодороги А141 Орёл — Витебск. В 2 км южнее деревни расположена железнодорожная станция Голынки на линии Смоленск — Витебск. 

## История
В годы Великой Отечественной войны деревня была оккупирована гитлеровскими войсками в июле 1941 года, освобождена в октябре 1943 года.
Ранее была центром района, с населением около 1000 человек.